# Выборы в Европейский парламент в Люксембурге (1999)
Выборы в Европейский парламент в Люксембурге прошли 13 июня 1999 года в рамках общеевропейских выборов одновременно с выборами в Палату депутатов. После присоединения Австрии, Финляндии и Швеции состав Европарламента увеличился до 626 депутатов от 15 стран-членов Европейского сообщества. Делегация Люксембурга насчитывала 6 депутатов.

## Результаты
|                                     | Христианско-социальная народная партия               | 321 021       | 31,67   | 2 | 0     |
|                                     | Люксембургская социалистическая рабочая партия       | 239 048       | 23,58   | 2 | 0     |
|                                     | Демократическая партия                               | 207 379       | 20,46   | 1 | 0     |
|                                     | Зелёные                                              | 108 514 10.70 | 10,70   | 1 | 0     |
|                                     | Комитет действия за демократию и справедливые пенсии | 91 118        | 8,99    | 0 | 0     |
|                                     | Левые                                                | 28 130        | 2,77    | 0 | 0     |
|                                     | Альянс Зелёных и Либералов                           | 18 573        | 1,83    | 0 | новая |
| Всего голосов                       | Всего голосов                                        | 1 013 783     | 100,00  | 6 | 0     |
| Действительные бюллетени            | Действительные бюллетени                             | 184 838       | 91,33   |   |       |
| Недействительные/Пустые бюллетени   | Недействительные/Пустые бюллетени                    | 17 546        | 8,67    |   |       |
| Всего избирателей                   | Всего избирателей                                    | 202 384       | 100,00  |   |       |
| Зарегистрированных избирателей/Явка | Зарегистрированных избирателей/Явка                  | 233 602       | 86,64 % |   |       |
| Источники:                          |                                                      |               |         |   |       |